# Pyrola asarifolia
Espèce
Classification APG III (2009)
Synonymes
- Pyrola asarifolia var. asarifolia[1]
- Pyrola californica Křísa[1]
- Pyrola incarnata Fisch. ex DC.[2]
- Pyrola rotundifolia subsp. asarifolia (Michx.) Á. Löve & D. Löve[1]
- Pyrola rotundifolia subsp. incarnata Kryl.[2]
- Pyrola uliginosa Torr. & A. Gray[1]
- Thelaia asarifolia (Michx.) Alef.[1]

Pyrola asarifolia  est une espèce de plantes à fleurs de la famille des Ericaceae originaire de l'ouest de l'Amérique du Nord. On le trouve principalement sur les lisières des forêts à latitude moyenne dans le nord-ouest du Pacifique et le nord de la Californie.

## Description
Pyrola asarifolia est une plante herbacée vivace et glabres à rhizomes étendus, la tige scapose (10-30 cm).

### Feuilles
Feuilles basales, nombreuses, les limbes arrondis à obovales, coriaces, entiers à dentés, de 3 à 8 cm. long et large, vert foncé et brillant sur la face supérieure, légèrement violacé en dessous, non marbré ; pétioles au moins aussi longs que les limbes.

### Fleurs
Fleurs 10-25 en grappe allongée ; pédicelles de 3-8 mm de longueur, sous-tendus par des bractées linéaires-lancéolées d'égale longueur ; fleurs 10-15 mm de diamètre; calice à cinq lobes pointus de 2,5-4 mm de longueur ; cinq pétales distincts long de 5-7 mm et de couleur rosâtre à rose ou rouge violacé ; dix étamines repliées vers l'intérieur, les anthères sans arêtes, inversées, s'ouvrant par deux pores sur des tubes courts ; style fortement courbé de 5-8 mm de longueur avec un collier sous le stigmate ; ovaire supérieur. Le fruit est une capsule à cinq alvéoles.

## Répartition et habitat
Largement distribuée des deux côtés de la crête de la chaîne des Cascades à Washington ; et de l'Alaska à la Californie, à l'est jusqu'aux montagnes Rocheuses, au nord des Grandes Plaines, à la région des Grands Lacs et au nord-est de l'Amérique du Nord.
Sol humide dans les bois et les forêts, de basse à moyenne altitude.

## Liste des sous-espèces et variétés
Selon Tropicos (6 octobre 2021) :
- sous-espèce Pyrola asarifolia subsp. americana (Sweet) Křísa
- sous-espèce Pyrola asarifolia subsp. asarifolia
- sous-espèce Pyrola asarifolia subsp. bracteata (Hook.) Haber
- sous-espèce Pyrola asarifolia subsp. incarnata (DC.) Haber & Hideki Takah.
- variété Pyrola asarifolia var. asarifolia
- variété Pyrola asarifolia var. bracteata (Hook.) Jeps.
- variété Pyrola asarifolia var. incarnata (DC.) Fernald
- variété Pyrola asarifolia var. japonica (Klenze ex Alef.) Miq.
- variété Pyrola asarifolia var. ovata Farw.
- variété Pyrola asarifolia var. purpurea (Bunge) Fernald
- variété Pyrola asarifolia var. uliginosa (Torr. & A. Gray) A. Gray